# Hagakure
Hagakure (česky Skrytý v listí) je text, který vznikl na začátku 18. století v Japonsku. Text nadiktoval samuraj Cunetomo Jamamoto jako reflexi buddhistického mnicha, kterým se stal po smrti představeného klanu Nabešima, pán Micušige. Zapisoval ho mladý samuraj Taširo Curamoto. Myšlenkový základ pro filosofii Hagakure tvoří Cunetomovo studium názorů dvou učenců. Prvním byl zenbuddhistický kněz Tannen, člověk nezlomných zásad a vůle, jenž se vzdal funkce hlavního kněze ve významném chrámu rodu Nabešima na protest proti rozsudku smrti nad jedním knězem. Dalším člověkem, který měl v tomto i pozdějším období na Cunetoma zásadní vliv, byl konfuciánský učenec Ittei Išida, jenž v kraji Saga proslul svou upřímností a zásadovostí. Text se těšil velké oblibě zvláště v obdobích, kdy se posilovala japonská národní identita, například před druhou světovou válkou a v jejím průběhu. Piloti kamikaze často z textu čerpali sílu.
Pan Kacušige byl jednou na lovu v Široiši a zastřelil velkého kance. Všichni se seběhli okolo a vykřikovali:„To je nádhera! To se vám povedlo! Kapitální kousek!“ A vtom kanec vyskočil a vrhl se na ně. Všichni se zmateně rozprchli na všechny strany, jenom Matabei Nabešima zůstal stát, tasil meč a kance dorazil. V tu chvíli si pán Kasušige přikryl tvář rukávem a pravil:„Tady se ale práší.“ Patrně se nechtěl dívat na zmatený úprk svých poddaných.
I kdyby samurajovi náhle uťali hlavu, stále by byl ještě schopen provést jeden zásah s přesností. Pokud se stane pomstychtivým duchem a prokáže velké odhodlání, tak přestože je jeho hlava sťata, nezemře.
V Kamigatské oblasti mají vázané košíky na svačinu které použijí jen jediný den, když se jdou dívat na květiny. Po návratu je zahodí na zem a pošlapou.Konec je důležitý u všech věcí.
Jistý generál prohlásil:„Všichni vojáci s výjimkou důstojníků by si při kontrole brnění měli ověřit pevnost pouze u přední části zbroje. Pokud jde o zdobení, na brnění je zbytečné, ale o vzhled helmy by vojáci měli důkladně pečovat. Helma provází hlavu do nepřátelského tábora.“